# Gunther Krichbaum
Gunther Krichbaum (ur. 4 maja 1964 w Korntal) – niemiecki polityk i prawnik, działacz Unii Chrześcijańsko-Demokratycznej (CDU), od 2002 deputowany do Bundestagu, od 2025 minister stanu ds. Europy w Federalnym Ministerstwie Spraw Zagranicznych.

## Życiorys
W 1984 zdał egzamin maturalny w Solitude-Gymnasium w Stuttgarcie-Weilimdorfie, po czym odbył zasadniczą służbę wojskową w Sigmaringen i Dillingen an der Donau. W latach 1985–1991 studiował prawo w Tybindze, Lozannie, Genewie i Heidelbergu, gdzie zdał pierwszy państwowy egzamin prawniczy; był stypendystą Fundacji Konrada Adenauera. Następnie w latach 1992–1995 odbył aplikację sądową przy Sądzie Krajowym w Heidelbergu, zakończoną drugim egzaminem państwowym. Od 1995 do 2002 pracował jako niezależny doradca gospodarczy.
W 1979 wstąpił do Junge Union, a w 1983 do CDU. W latach 1998–2009 był przewodniczącym lokalnych struktur CDU w dzielnicy Pforzheim Nord/Ost, a od 2010 przewodniczy powiatowemu związkowi CDU w Pforzheim/Enzkreis.
W 2002 po raz pierwszy uzyskał mandat posła do Bundestagu. Z powodzeniem ubiegał się o reelekcję w 2005, 2009, 2013, 2017, 2021 i 2025. W latach 2007–2021 przewodniczył Komisji ds. Unii Europejskiej Bundestagu, a w latach 2019–2021 kierował Niemiecko-Francuską Grupą Parlamentarną. Od 2021 do 2025 pełnił funkcję rzecznika frakcji CDU/CSU ds. polityki europejskiej. W maju 2025 objął stanowisko ministra stanu ds. Europy w Federalnym Ministerstwie Spraw Zagranicznych.